# Рефик Шабанаџовић
Рефик Шабанаџовић (Подгорица, 2. августа 1965) је бивши југословенски фудбалер из Црне Горе.

## Каријера
Фудбалску каријеру је започео у Тузима у фудбалском клубу Дечић, али је врло брзо потписао за Будућност из Подгорице. У сарајевски Жељезничар је прешао 1984. године и у њему је остао све до 1987. године. У њему је стекао праву афирмацију и искуство, што му је много значило када је исте године потписао уговор са Црвеном звездом.
Само годину дана касније (18. новембра 1987. године) је на првенственој утакмици у Сарајеву (Жељезничар-Црвена звезда), доживео тешку повреду. Наиме током игре се сударио са Зораном Слишковићем и од силине ударца био је у коми три дана. После тога био одсутан с терена скоро шест месеци. Много спортских радника му је предлагало да заврши фудбалску каријеру. Године 1991. са Црвеном звездом је освојио титулу првака Европе. После утакмице у Барију када је Звезда узела трофеј, Шабанаџовић је отишао у атински АЕК са којим је три пута био првак Грчке. Године 1995. прешао је у Олимпијакос где је остао две сезоне, након чега је отишао у Америку где је играо за Канзас Сити. У Канзасу је и завршио фудбалску каријеру.
За репрезентацију СФРЈ одиграо је 8 утакмица. Дебитовао је 29. октобра 1986. године, против Турске у Сплиту. Био је стандардни првотимац селекције на Светском првенству у Италији 1990. године. У четвртфиналу против Аргентине (0:0 - 2:3 пеналима) чувао је Дијега Марадону и добио црвени картон у 40. минуту меча у коме је репрезентација Југославије испала након извођења пенала.

## Трофеји
Црвена звезда
- Куп европских шампиона (1) : 1990/91.
- Првенство Југославије (2) : 1989/90, 1990/91
- Куп Југославије у фудбалу (1) : 1989/90.

АЕК Атина
- Првенство Грчке (3) : 1991/92, 1992/93, 1993/94.
- Куп Грчке (1) : 1995/96.

Олимпијакос
- Првенство Грчке (2) : 1996/97, 1997/98.